# Pangram
Een pangram (Grieks: pan gramma, "alle letters") of holo-alfabetische zin is een zin waarin alle letters van het alfabet voorkomen. De uitdaging is om een zo kort mogelijke zin te maken die aan deze voorwaarde voldoet.
Een volmaakt pangram bevat elke letter slechts eenmaal.
Het "omgekeerde" van een pangram is het lipogram, waar een bepaalde letter (of meerdere) weggelaten wordt.
Een pangram wordt in letterproeven vaak als voorbeeldzin gebruikt om de letters van een lettertype te tonen.
Bij de opgave een pangram te maken, kan men zich afvragen uit welke letters het alfabet precies bestaat. In het Nederlands wordt soms de ij als een aparte letter beschouwd, en dan moet het pangram dus ij, y, i en j bevatten. Aan de andere kant komen y, q en x in goede Nederlandse woorden niet voor, dus die letters mogen - als de opgave zo gesteld is - ontbreken. Verder is het de vraag of letters met diakrieten apart in het pangram moeten staan.

## Nederlands
- met zowel ij als y
  - Doch vlakbĳ zwerft 'n exquis gympje (30 letters)
  - Op brute wĳze ving de schooljuf de quasi-kalme lynx (42 letters, gebruikt als voorbeeld door NetBeans)
  - Jip: sexy qua lĳf, doch bang voor 't zwempak (33 letters)
  - Typisch kaf bĳ zo exquis gevormde juwelen (35 letters)
- bevat ij, maar beschouwt die als twee letters (anders zou de i en/of de j ontbreken)
  - Doch Bep, flink sexy qua vorm, zwijgt (29 letters)
  - Pechdag: sexy quizvrouw blijft mank (30 letters)
  - Sexy qua lijf, doch bang voor 't zwempak (31 letters)
  - Filmquiz bracht knappe ex-yogi van de wijs (35 letters, gebruikt als voorbeeld door KDE)
  - Pa's wijze lynx bezag vroom het fikse aquaduct (38 letters, gebruikt als voorbeeld door Windows en Ubuntu font viewer)
- zonder ij
  - Lynx c.q. vos prikt bh: dag zwemjuf! (volmaakt pangram)
  - Jufs BMX: zwak c.q. hypervlot ding.[1]
  - Wazig tv-filmpje rond chique skybox (30 letters)
  - Quizvraag: bracht wolf sexy mondkapje? (32 letters)

## Beginletter-pangram
Een beginletter-pangram is een zin waarin alle letters van het alfabet voorkomen als beginletter van elk woord. De uitdaging is om een zo kort mogelijke zin te maken die aan deze voorwaarde voldoet.
Een perfect beginletter-pangram is een zin waarin alle letters van het alfabet als beginletter slechts eenmaal voorkomen. Zo'n zin telt dus 26 woorden.
Het neusje van de zalm echter is een perfect beginletter-pangram waarbij de beginletters in alfabetische volgorde staan. Enkele voorbeelden:
- Altijd betekenisvol citeren donkere edelmannen, flanerend gegeven hun idyllische jeugd, kloosterlijke liederen met nagenoeg ontelbare patronen qua ritmisch stemgebruik, terwijl uit vele windstreken xylofonerende yuppen zingen.
- Achter Beatrix' charmante Duitse echtgenoot fluisteren geen heiligen in Japanse kimono’s langzaam mantra’s, noch oreren passievol quasiartistieke rijmpjesvertellers Sinterklaasachtige terzines uit versboekjes, wel xylofoneren yogaleraren zangstukken.
- Als buitenzintuiglijke chirurgen drugs en fantastische geestverruimende heroïne in jouw kop loslaten, mag Nederland, ondanks protesten, quota regulerend stellen tot uiterlijk voorbij waar xtc-slikkende yuppies zeggen.
- Als berekende chaos de eenheid figuurlijk gezien halveert in jaren, kan letterlijke machtsverheffing negatieve of positieve quotiënten rekenkundig symmetrisch tot uitkomst verenigen, waarbij x y zuivert.
- Alle burgers contra de eenwording fnuiken geenszins hogere idealen jegens katholieke leden, met name over partijpolitieke queesten rond statutaire traktaten uiten velen, waaronder xenofobische yuppies, zorgen.
- Alle beroemde circusartiesten deden even fantastische, gekke, heldhaftige, ingewikkelde judoachtige kunstjes, lenig maar niet onvoorzichtig; prachtig qua ritme speelden trompettisten, uniform vibreerden warme xylofoonklanken; ijskoninginnen zongen.
  - Met ij in plaats van y. Indien een y gewenst is, kan ijskoninginnen bijvoorbeeld door yogaleraren of yuppies vervangen worden.

Omdat er weinig woorden zijn die met een x beginnen, komen de abc-schrijvers vaak bij xtc uit, bijvoorbeeld van Louis Bidder:
- Amsterdams beruchte clandestiene drugsverkoop eindigde fors geringer, hoewel in Jordanese kringen langzamer, met name omdat pushers qua recreatief slikken telkens uitstekend voorzien welke XTC yuppen zoeken.

Men kan het zichzelf makkelijk maken door de abc-zin te laten bestaan uit een reeks bijvoeglijk naamwoorden, eveneens van Louis Bidder:
- Agent Beck controleerde doortrapte, eerzuchtige, fatalistische, gewiekste, hopeloos irritante, jeremiërende, kinderachtige, lastige, manipulatieve, neurotische, opvallend populaire, querulerende, razend stupide, terneergeslagen, uiterst verdachte, waanzinnig xenofobe, Ystadse zakenlieden.

En helemaal gemakzuchtig is het om de abc-zin grotendeels uit namen te laten bestaan - hoe meer namen, hoe makkelijker:
- Anna beoordeelde Claire, Dirk, Ewout, Frits, Gerdien, Harmen, Ineke, Joost, Koen licht, maar Noortje, Oswald, Pierre, Quarles, Ruben, Steven, Toos, Udo, Veronica, Willemijn, Xavi, Yvonne zwaar.

Dat kan ook met een opsomming van ingrediënten:
- Abdijsiroop bevat citroen, dragon, eiwit, formaldehyde, ginseng, humus, inktvisinkt, jeneverbes, kruidnagel, lievevrouwebedstro, marjolein, norit, ossengal, puimsteen, quorn, rum, speculaaskruiden, terpentine, urine van walrussen, xylitol, yoghurt, zoethoutwortelextract.

Maar het mooiste is het als een abc-zin zo weinig geforceerd overkomt dat het de lezers, wanneer ze er niet op gewezen zouden worden, zou ontgaan. Ook weer van Louis Bidder:
- Als beginnend concertist debuteerde een fijngevoelige gitarist, hierna improviseerden jeugdige klankkunstenaars levendig maar notenblind op Peruviaanse quena’s, robuuste slagwerkers trommelden uitzinnige volksmuziek, waarna xylofonisten ‘Yesterday’ zongen.

## Zelftellend pangram
Er zijn pangrammen die zelf aangeven hoeveel letters in hun eigen tekst zitten. Het oudst bekende 'zelftellende pangram' werd gemaakt door de Nederlandse schrijver Rudy Kousbroek en luidt:
- Dit pangram bevat vijf a’s, twee b’s, twee c’s, drie d’s, zesenveertig e’s, vijf f’s, vier g’s, twee h’s, vijftien i’s, vier j’s, een k, twee l’s, twee m’s, zeventien n’s, een o, twee p’s, een q, zeven r’s, vierentwintig s’s, zestien t’s, een u, elf v’s, acht w’s, een x, een y en zes z’s.

Kousbroek daagde de in Nederland wonende Brit Lee Sallows uit dit pangram in het Engels te vertalen. Het resultaat was:
- This Pangram contains four a's, one b, two c's, one d, thirty e's, six f's, five g's, seven h's, eleven i's, one j, one k, two l's, two m's, eighteen n's, fifteen o's, two p's, one q, five r's, twenty-seven s's, eighteen t's, two u's, seven v's, eight w's, two x's, three y's, & one z.

## Andere talen

### Deens
- Quizdeltagerne spiste jordbær med fløde, mens cirkusklovnen Walther spillede på xylofon
  - De quizdeelnemers aten aardbeien met slagroom terwijl de circusclown Walther op de xylofoon speelde

### Duits
- (zonder umlauten of ß): Sylvia wagt quick den Jux bei Pforzheim
  - Sylvia waagt snel het geintje bij Pforzheim
- (zonder umlauten of ß): Franz jagt im komplett verwahrlosten Taxi quer durch Bayern
  - Franz jaagt in de volledig verwaarloosde taxi dwars door Beieren
- (met umlauten en ß): Zwölf Boxkämpfer jagten Victor quer über den großen Sylter Deich
  - Twaalf boksers jaagden Victor dwars over de grote dijk van Sylt
- (met umlauten en ß): Falsches Üben von Xylophonmusik quält jeden größeren Zwerg
  - Vals oefenen van xylofoonmuziek kwelt elke grotere dwerg
- (met umlauten en ß, perfect pangram): "Fix, Schwyz!" quäkt Jürgen blöd vom Paß
  - "Snel, Schwyz!" kwekt Jürgen stupide vanuit de pas

### Engels
- The quick brown fox jumps over the lazy dog. (35 letters, ook wel A quick brown.... (33 letters) en The quick brown fox jumped over the lazy dogs - 37 letters)
  - Stellig het beroemdste pangram. Het wordt gebruikt als controle bij (radio-)telex, tegenwoordig als voorbeeld door Windows.
- Bright vixens jump; dozy fowl quack. (29 letters)
- Quick wafting zephyrs vex bold Jim. (29 letters)
- Quick zephyrs blow, vexing daft Jim. (29 letters)
- Sphinx of black quartz, judge my vow. (29 letters)
- Waltz, nymph, for quick jigs vex Bud. (28 letters)
- Heavy boxes perform quick waltzes and jigs. (36 letters)
- Pack my box with five dozen liquor jugs. (32 letters)

#### Perfecte pangrammen
- Blowzy night-frumps vex'd Jack Q.
- Glum Schwartzkopf vex'd by NJ IQ.
- New job: fix Mr. Gluck's hazy TV, PDQ! (met 5 leestekens)
- Squdgy fez, blank jimp crwth vox! (van Claude Shannon)
- Frowzy things plumb vex'd Jack Q.
- Mr. Jock, TV quiz PhD., bags few lynx.

### Esperanto
- Eble ĉiu kvazaŭ-deca fuŝĥoraĵo ĝojigos homtipon.
  - Mogelijk ieder quasi-decent knoeikoortje maakt een menstype blij.
- Laŭ Ludoviko Zamenhof bongustas freŝa ĉeĥa manĝaĵo kun spicoj.
  - Volgens Ludwik Zamenhof smaakt vers Tsjechisch voedsel met kruiden goed.

### Fins
- (Een perfect pangram zonder karakters die alleen voorkomen in vreemde woorden of leenwoorden (b, c, f, q, w, x, z, å)): Törkylempijävongahdus
  - Buitengewoon minnaar, een streven

### Frans
- Portez ce whisky au vieux juge blond qui fume
  - Breng deze whisky naar de oude blonde rechter die rookt
- Voyez le brick géant que j'examine près du grand wharf
  - Zie de grote steen die ik onderzoek in de buurt van de grote werf
  - (wordt/werd gebruikt als controle bij (radio-)telex)

### Fries
De letters Q en X worden in de hedendaagse spelling van het Fries niet gebruikt.
- Alve bazige froulju wachtsje op dyn komst
  - Elf bazige vrouwen wachten op je komst

### Hebreeuws
Daar het Hebreeuwse alfabet oorspronkelijk geen klinkers kent, is het maken van pangrammen in het Hebreeuws relatief eenvoudig.
- דג סקרן שט בים מאוכזב ולפתע מצא חברה
  - Een nieuwsgierige vis zwom teleurgesteld in de zee en vond plotseling gezelschap

### IJslands
- Kæmi ný öxi hér ykist þjófum nú bæði víl og ádrepa
  - Als hier een nieuwe bijl zou zijn, zouden dieven meer afschrikking en straf voelen.

### Italiaans
- Ma la volpe col suo balzo ha raggiunto il quieto Fido (zonder de vreemde letters j, k, w, x, en y)
  - Maar de vos heeft met zijn sprong de stille Fido bereikt
- Pranzo d'acqua fa volti sghembi
  - Watermaaltijd maakt scheve gezichten
- Quel vituperabile xenofobo zelante assaggia il whisky ed esclama: alleluja!
  - Die schuldige en vlijtige xenofoob proeft zijn whisky en zegt: Halleluja!

### Litouws
- Įlinkdama fechtuotojo špaga sublykčiojusi pragręžė apvalų arbūzą
  - Ingekromd schermzwaard vonkte en doorboorde een ronde watermeloen

### Lojban
- .o'i mu xagji sofybakni cu zvati le purdi
  - Let op, vijf hongerige Sovjetkoeien zijn in de tuin

In het Lojban wordt de apostrof als letter gebruikt. De taal kent geen 'h', 'q' of 'w'.

### Noors
- Vår sære Zulu fra badeøya spilte jo whist og quickstep i min taxi.
  - Onze vreemde Zoeloe van het badeiland speelde immers whist en quickstep in mijn taxi.

### Oudgrieks
- Τρηχὺν δ' ὑπερβὰς φραγμὸν ἐξήνθιζε κλώψ.
  - De dief klom over de ruwe omheining en plukte bloemen.

### Pools
- (zonder q, v en x) Pójdźże, kiń tę chmurność w głąb flaszy.
  - Komaan, laat je droefheid in de diepte van een fles vallen.
- (perfect pangram) Stróż pchnął kość w quiz gędźb vel fax myjń.
  - De bewaker duwde het bot in de quizmuzikant, ook wel fax wassen genoemd.

### Portugees
- Gazeta publica hoje no jornal uma breve nota de faxina na quermesse
  - De journalisten publiceren vandaag een korte nota over het reinigen aan de kermis

### Russisch
- (zonder ъ en ё) В чащах юга жил бы цитрус? Да, но фальшивый экземпляр!
  - Zou een citrus in de bosjes van zuid leven? Ja, maar alleen een namaak!
- (perfect pangram) Эх, чужак! Общий съём цен шляп (юфть)—вдрызг!
  - Hé, alien! De algemene innamen van hoedenprijzen (gemaakt van dik leer) zijn absoluut ingestort!
- (perfect pangram) Экс-граф? Плюш изъят. Бьём чуждый цен хвощ!
  - Ex-graaf? Pluche is in beslag genomen. Vecht tegen de paardenstaart die vreemd is voor prijzen!

### Sloveens
- Šerif bo za vajo spet kuhal domače žgance
  - Ter oefening maakt de sheriff nogmaals thuisgemaakte moes

### Spaans
- (met ñ, zonder ch en ll) Jovenzuelo emponzoñado de whisky, ¡qué figurota exhibes!
  - Met whisky vergiftigde jongeling, wat sla je een figuur!
- (met ñ en accenten, zonder ch) El veloz murciélago hindú comía feliz cardillo y kiwi. La cigüeña tocaba el saxofón detrás del palenque de paja
  - De snelle Hindoe-vleermuis at vrolijk gouden distel en kiwi. De ooievaar speelde saxofoon achter het strooien strijdperk.

### Zweeds
- Flygande bäckasiner söka hwila på mjuka tuvor. (q, x en z ontbreken)
  - Vliegende snippen zoeken rust op zachte graspollen
- Yxskaftbud, ge vår wczonmö iqhjälp
  - Boodschapper met bijlsteel, geef onze toiletjuffrouw IQ-hulp

## Fonetisch pangram
Een fonetisch pangram geeft alle fonemen, dus niet de letters weer.
a, aa, e, è, ee, ə, i, ì, ie, o, ò, oo, u, ù, uu, oe, ei, au, ui, eu, n, ng, m, p, b, t, d, k, de harde g, ch, de zachte g, s, z, f, v, h, j, r, l, w
- Jan schiet met de beige honkbal goals, als Willem doet waarvan hij dacht dat ze het eerder bij de ligfiets en -bank zou plaatsen, buiten de dure deur over krukken leunt.

## Letters met diakritische tekens
In deze variant probeert men een woord of zin te maken die alle mogelijke diakritische tekens van de desbetreffende taal bevat:
- Deens: Blåbærgrød ("blauwebessenpap")
- Duits: Heizölrückstoßabdämpfung ("stookolieterugslagdemping")
- Esperanto: Eĥoŝanĝo ĉiuĵaŭde ("echo verandert elke donderdag")
- Hongaars: árvíztűrő tükörfúrógép ("overstroombeveiligde spiegelborende machine")
- IJslands: Sævör grét áðan því úlpan var ónýt ("Sævör huilde eerder omdat het jasje om zeep was")
- Nederlands: Hè, señor, blíȷ́f bij de maîtresse met uw reçu van crêpe, dat u iaë moge tijdens uw geüp en geïn, dan dóé ik à een uur de táú tijdens gým weg.
- Noors: Blåbærøse ("blauwebesbereik")
- Pools: Zażółć gęślą jaźń ("maak je geest geel met instrument")
- Tsjechisch: Příliš žluťoučký kůň úpěl ďábelské ódy ("een erg geel paard schreeuwde helse odes")
- Zweeds: Räksmörgås ("garnaalsandwich")